# Ferrovia Oerlikon-Bülach
La ferrovia Oerlikon-Bülach è una linea ferroviaria a scartamento normale della Svizzera.

## Storia
I primi progetti per una strada ferrata nell'Unterland Zurighese risalgono agli anni Cinquanta del XIX secolo, ma non vennero realizzati per mancanza di liquidità. Nel 1862 venne presentata al governo cantonale zurighese la proposta di una linea tra Oerlikon e Bülach, con diramazione Oberglatt-Dielsdorf (da esercitarsi quest'ultima con trazione animale).
Nel luglio 1863 venne ottenuta la concessione della linea, affidata alla società Bülach-Regensbergerbahn (BR), partecipata dalla Schweizerische Nordostbahn (NOB), dal canton Zurigo e dai comuni interessati; la NOB avrebbe costruito ed esercitato la ferrovia. Nel 1864 si decise di esercitare anche la Oberglatt-Dielsdorf con trazione a vapore.
La linea venne inaugurata il 30 aprile 1865, entrando in servizio il giorno successivo: il primo orario prevedeva tre coppie di treni tra Zurigo e Bülach e sei sulla diramazione Oberglatt-Dielsdorf: per l'esercizio la BR possedeva quattro locomotive a vapore a due assi e nove carrozze. La linea divenne popolarmente nota con i soprannomi "Herdöpfelbahn" (dalla merce più frequentemente trasportata, la patata, in svizzero tedesco "Herdöpfel"), e "Gabeleisenbahn" (per la sua forma a "Y").
Nel 1877 la NOB rilevò la BR; sotto la gestione NOB, il 12 agosto 1891, la diramazione per Dielsdorf venne prolungata fino a Niederweningen.
La NOB venne nazionalizzata il 1º gennaio 1902: le sue linee entrarono a far parte delle Ferrovie Federali Svizzere (FFS).
La linea Oerlikon-Bülach fu elettrificata il 15 dicembre 1928, insieme alle tratte Bülach-Eglisau e Eglisau-Neuhausen.
Il 30 settembre 1979 venne raddoppiata la tratta Oerlikon-Glattbrugg; il 1º giugno 1980 toccò alla tratta Bülach-Niederglatt, il 25 settembre 1983 alla sezione Glattbrugg-Niederglatt e il 28 agosto 1984 alla Glattbrugg-Rümlang. Il raddoppio della linea fu completato nel 1985.

## Caratteristiche
La ferrovia, a scartamento normale, è lunga 15,6 km, è elettrificata a corrente alternata monofase con la tensione di 15.000 V alla frequenza di 16,7 Hz; la pendenza massima è del 6 per mille. È interamente a doppio binario.

### Percorso
|  | Continuation backward |

|  | Station on track |

| Unknown route-map component "CONTgq" | Unknown route-map component "ABZgr" |

|  | Unknown route-map component "STR+l" | Unknown route-map component "ABZglr" | Unknown route-map component "CONTfq" |

| Unknown route-map component "SKRZ-Ao" | Unknown route-map component "SKRZ-Ao" |

| Unknown route-map component "CONTgq" | Unknown route-map component "ABZgr" | Straight track |  |

|  | Unknown route-map component "ABZg+l" | Unknown route-map component "KRZu" | Unknown route-map component "CONTfq" |

| Non-passenger station/depot on track | Straight track |

| Unknown route-map component "ABZgl" | Unknown route-map component "ABZg+r" |

| Straight track | Non-passenger station/depot on track |

| Unknown route-map component "CONTgq" | One way rightward | Straight track |  |

|  | Station on track |

|  | Non-passenger station/depot on track |

|  | Station on track |

|  | Station on track |

| Unknown route-map component "STR+l" | Unknown route-map component "ABZgr" |

|  | Unknown route-map component "eABZg+l" | Unknown route-map component "eKRZu" | Unknown route-map component "exCONTfq" |

| Straight track | Stop on track |

| Station on track | Straight track |

| Small bridge over water | Straight track |

| Straight track | Station on track |

|  | Straight track | One way leftward | Unknown route-map component "CONTfq" |

| Unknown route-map component "CONTgq" | Unknown route-map component "ABZg+r" |  |  |

| Station on track |

| Continuation forward |

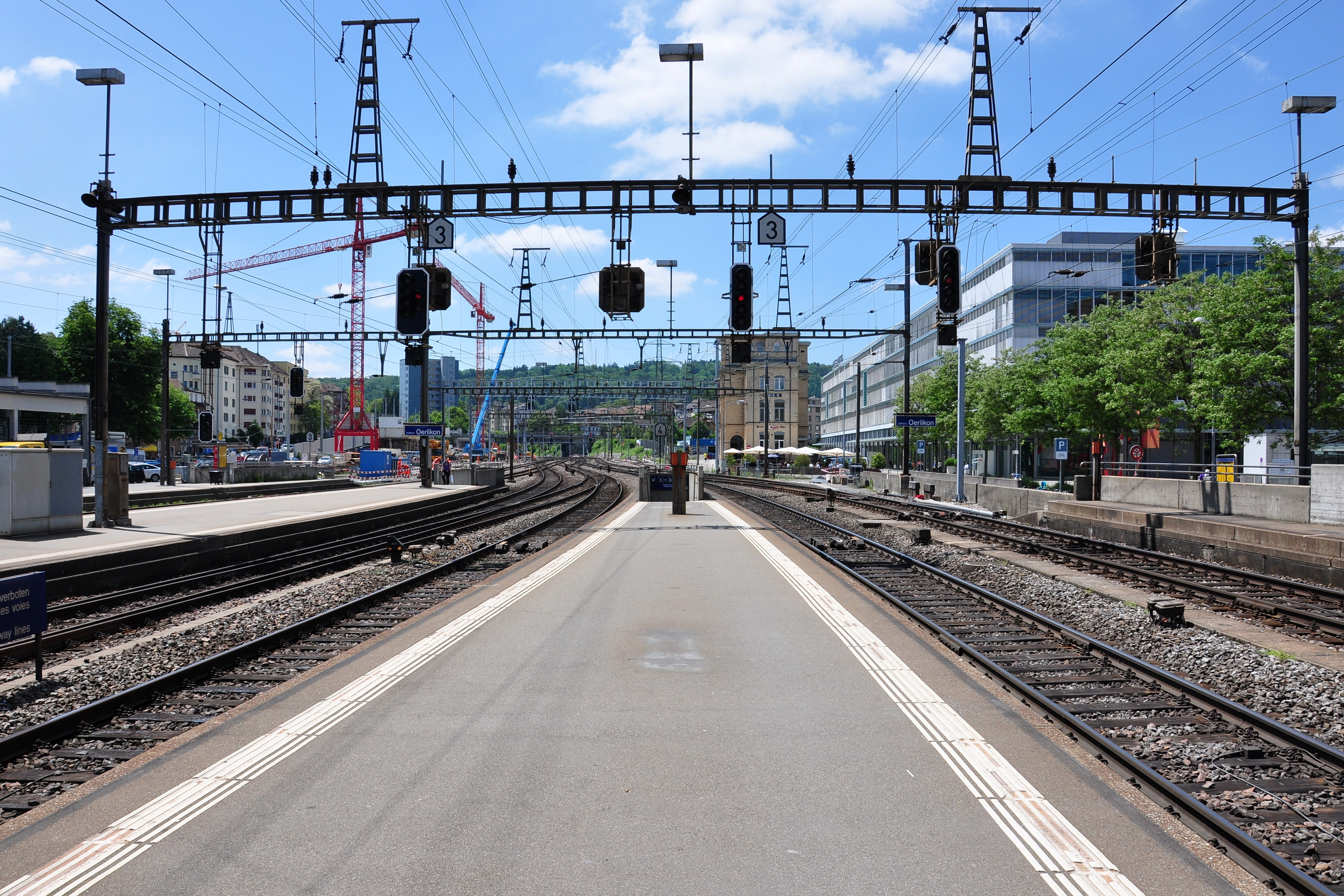
La stazione di Zurigo Oerlikon

La linea parte dalla stazione di Zurigo Oerlikon, sulla linea Zurigo-Winterthur. Di lì corre parallela al fiume Glatt, attraversato a Niederglatt; ad Oberglatt si distacca la tratta per Niederweningen.
Fino al 1876 la linea terminava a Bülach in una stazione di testa; con l'apertura della ferrovia Winterthur-Bülach-Koblenz fu sostituita da una nuova stazione passante (nell'area della vecchia stazione fu costruito un edificio scolastico, mentre il vecchio fabbricato di stazione fu smantellato e ricostruito a Otelfingen).